# (20231) 1997 YK
(20231) 1997 YK est un objet de la ceinture principale d'astéroïdes intérieure découvert en 1997.

## Description
(20231) 1997 YK a été découvert le 18 décembre 1997 à l'observatoire astronomique d'Ōizumi, situé à Ōizumi, dans la préfecture de Gunma, au Japon, par Takao Kobayashi.

### Caractéristiques orbitales
L'orbite de cet astéroïde est caractérisée par un demi-grand axe de 1,95 UA, un périhélie de 1,70 UA, une excentricité de 0,13 et une inclinaison de 17,97° par rapport à l'écliptique. Du fait de ces caractéristiques, à savoir un demi-grand axe inférieur à 2 UA et un périhélie supérieur à 1,666 UA, il est classé, selon la JPL Small-Body Database, objet de la ceinture principale d'astéroïdes intérieure.

### Caractéristiques physiques
(20231) 1997 YK a une magnitude absolue (H) de 14,0 et un albédo estimé à 0,121.